# Canthydrus testaceus
Canthydrus testaceus là một loài bọ cánh cứng trong họ Noteridae. Loài này được Boheman miêu tả khoa học đầu tiên năm 1858.